# Basidiodendron luteogriseum
Basidiodendron luteogriseum är en svampart som beskrevs av Rick 1938. Basidiodendron luteogriseum ingår i släktet Basidiodendron, ordningen Auriculariales, klassen Agaricomycetes, divisionen basidiesvampar och riket svampar.   Inga underarter finns listade i Catalogue of Life.